# Аа (деревня)
А́а (эст. Аа в старинных русских документах также Гакгоф и Хакгофъ на военно-топографических картах Российской империи, от нем. Haakhof; ) — деревня в волости Люганузе уезда Ида-Вирумаа, Эстония. До реформы местных самоуправлений Эстонии деревня входила в состав волости Люганузе, существовавшей с 1997 года по октябрь 2017 года.

## География и описание
Расположена на северо-востоке Эстонии, на берегу Финского залива. Расстояние до уездного центра — города Йыхви — 15 километров, до волостного центра — города Кивиыли — 11,5 километра. Высота над уровнем моря — 61 метр.
Климат умеренный. Официальный язык — эстонский. Почтовый индекс — 43311.

## Население
По данным переписи населения 2011 года в Аа проживали 289 человек (в том числе жители дома по уходу), 173 из них (59,9 %) — эстонцы.
В 2000 году в деревне насчитывался 181 житель, в 2010 году — 122 (из них 40 человек — жители дома по уходу).
По данным переписи населения 2021 года, в деревне проживали 174 человека, из них 112 (64,4 %) — эстонцы.
Численность населения деревни Аа по данным переписей населения:
| Год  | 1959 | 1970  | 1979  | 1989  | 2001  | 2011  | 2021  |
| ---- | ---- | ----- | ----- | ----- | ----- | ----- | ----- |
| Чел. | 333  | ↘ 279 | ↘ 227 | ↘ 193 | ↘ 190 | ↗ 289 | ↘ 174 |

## История
Первое письменное упоминание о деревне относится к 1241 году, когда в датской переписи (Датская поземельная книга) она называлась как Hazae. Позже поселение было известно также под немецким названием Haakhof. По крайней мере с 1287 по 1426 год деревня подчинялась монастырю Кяркна, затем была во владении немецкого рыцарского ордена и позже — во владении мызы Хакгоф (Аа, нем. Haakhof, эст. Aa mõis). Деревня находилась на территории исторического прихода Люганузе.

## Достопримечательности
Главные достопримечательности: господский дом (главное здание) мызы Хакгоф (Аа), построенный в 15-м столетии и частично перестроенный в конце 19-го столетия, часовня и парк мызы Aa (площадь — 6,5 гектара), памятники культуры).
Среди других достопримечательностей Аа — сосновая роща (8 гектаров, природоохранная зона), лагерь Эстонской методистской церкви, песчаные морские пляжи.

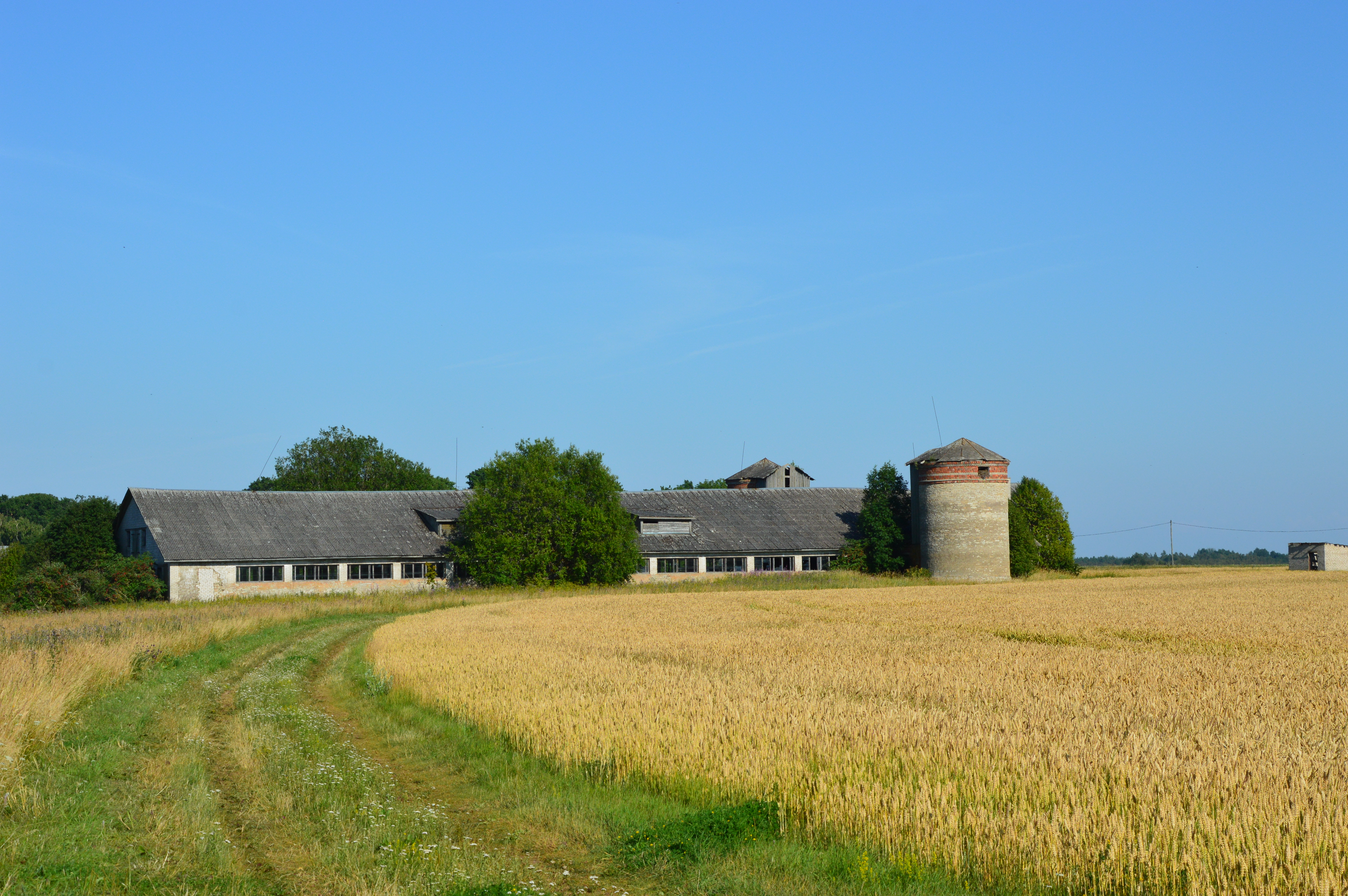
Хлев и силосная башня в Аа
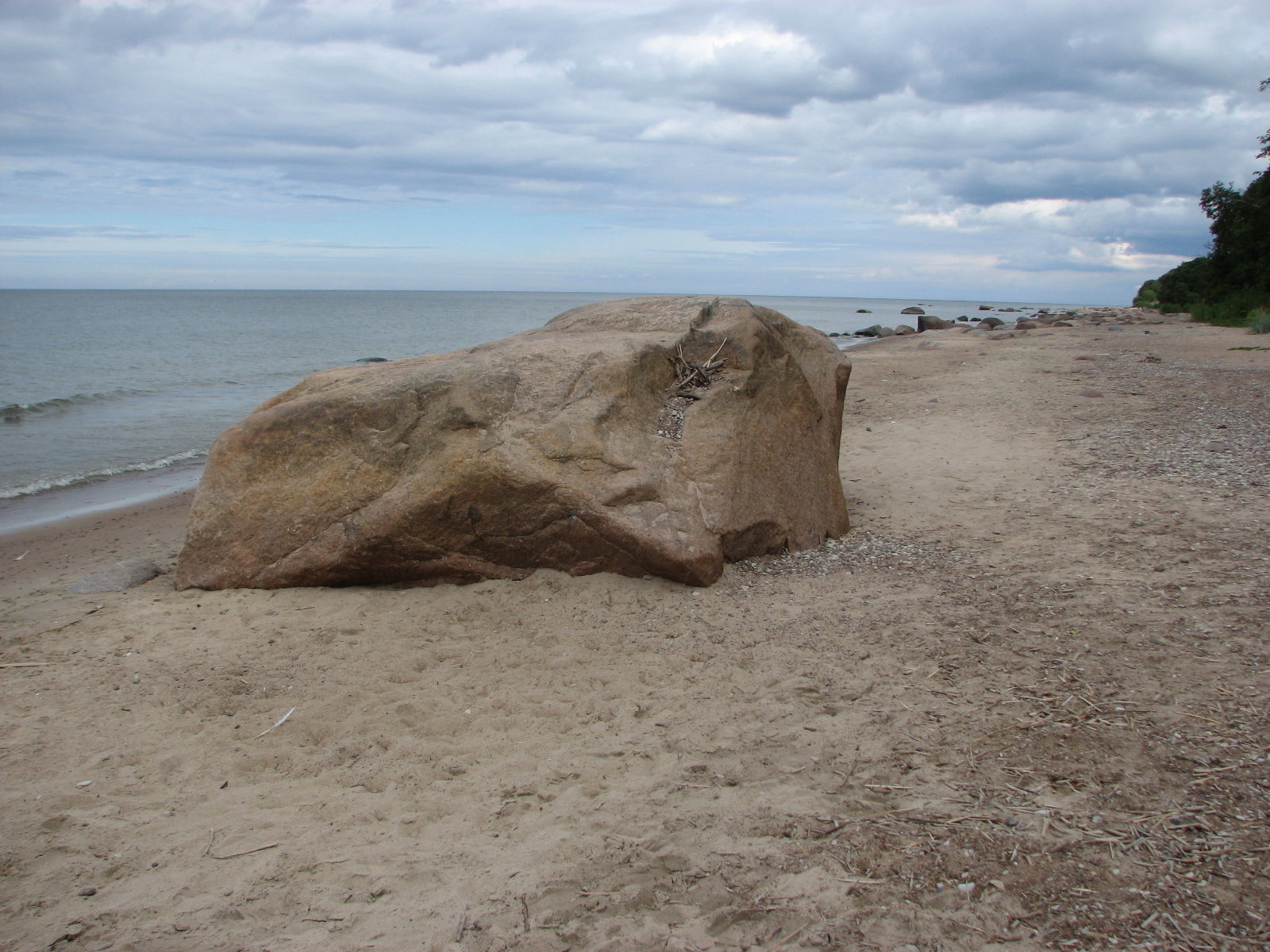
Пляж деревни Аа
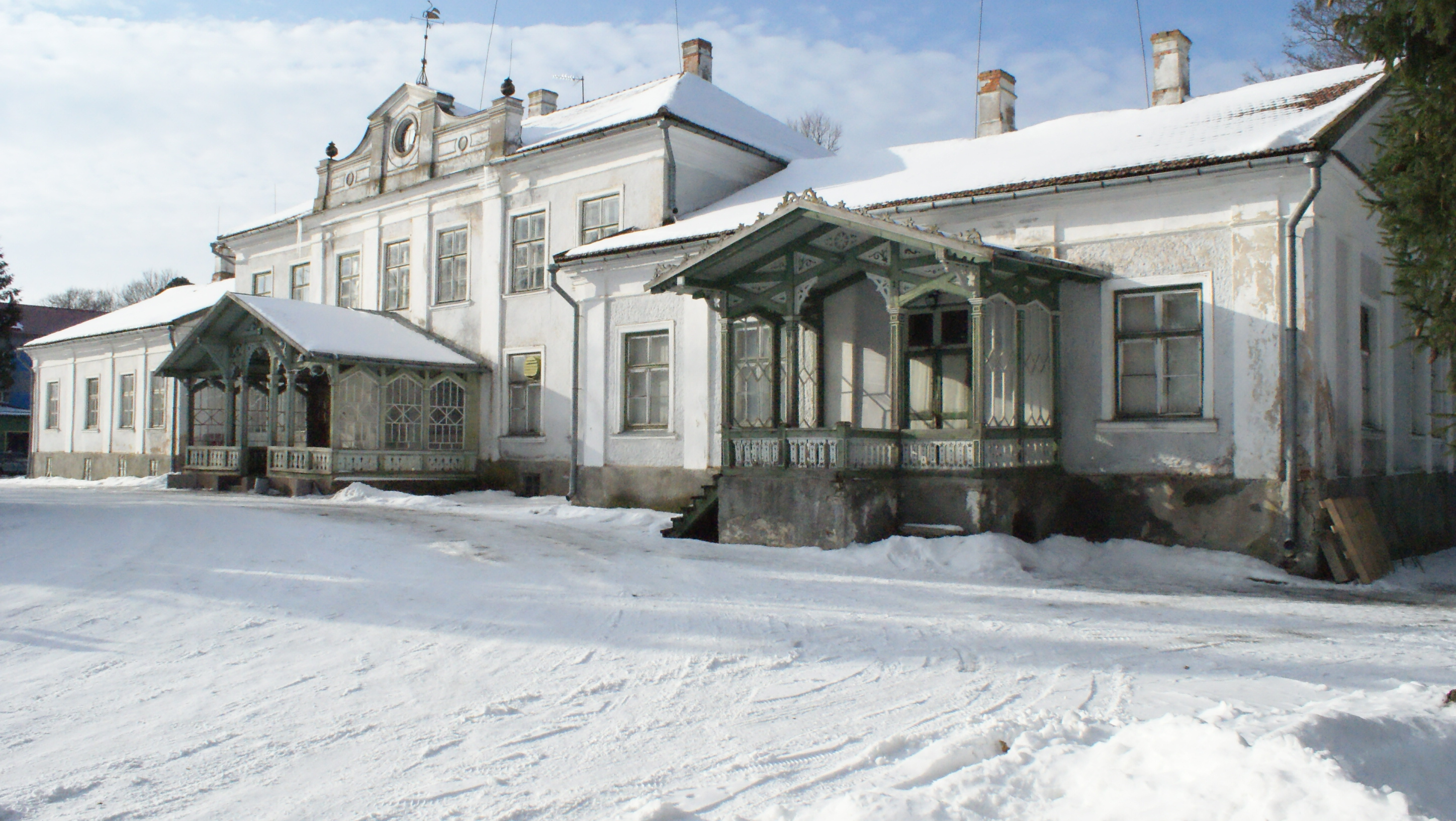
Дом по уходу (господский дом бывшей мызы Хакгоф) в 2009 году

### Комментарии
1. ↑  Эстонские топонимы, оканчивающиеся на -а, не склоняются и не имеют женского рода (исключение — Нарва)